# Arsène Alexandre
Arsène-Pierre-Urbain Alexandre (París, 1859-Brain-sur-Allonnes, 1937) fue un crítico de arte francés.

## Biografía
Nació en 1859 en París. Crítico de arte, fue colaborador de numerosas publicaciones periódicas y publicó obras como Henri Daumier (1888), A.-L- Barye (1889). Histores de la peinture militaire (1889). Histoire de l'art décoratif, du XVIIIe siècle à nos jours (1892), l'Art du rire et de la caricature (1893). Histoire populaire de la peinture (1895) y Jean Carriès imagier (1895), entre otras. Falleció el 1 de octubre de 1937 en Brain-sur-Allonnes.